# Politique étrangère de la Tunisie
La politique étrangère de la Tunisie est articulée à partir de l'indépendance du pays le 20 mars 1956.
Le premier président, Habib Bourguiba, choisit le non-alignement durant la guerre froide tout en ayant des relations étroites avec l'Europe et les États-Unis. Son successeur, Zine el-Abidine Ben Ali, maintient la tradition tunisienne de bonnes relations avec l'Occident tout en jouant un rôle actif dans les instances régionales arabes et africaines : le pays accueille, en mai 2004, la 16e session ordinaire du sommet de la Ligue arabe (dont elle est membre depuis 1958) et envoie régulièrement de l'aide humanitaire aux Palestiniens et aux États en crise. Le pays est également un membre fondateur de l'OUA, dont elle assure la présidence en 1994-1995, avant de participer à la fondation de l'Union africaine en juillet 2002. La Tunisie a également soutenu le développement de l'Union du Maghreb arabe qui inclut l'Algérie, le Maroc, la Mauritanie et la Libye. Toutefois, ses progrès restent limités en raison de tensions entre l'Algérie et le Maroc à propos du Sahara occidental. En février 2001, la Tunisie adhère à la Communauté des États sahélo-sahariens et accueille le siège de la Banque africaine de développement en 2003.

## Maghreb

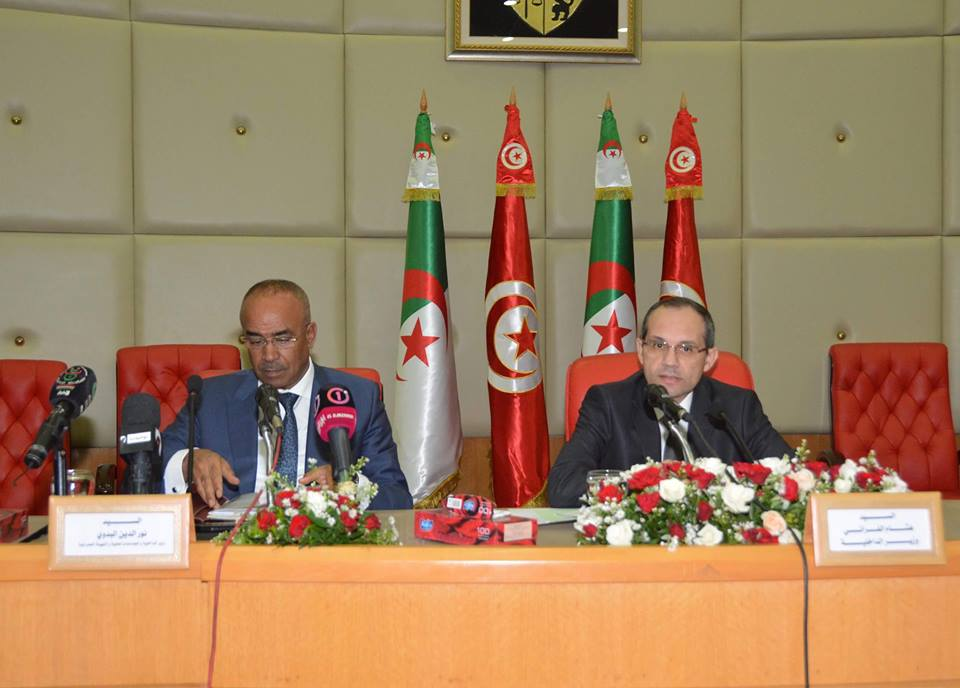
Ministres algérien et tunisien de l'Intérieur en 2018.

Coincée entre l'Algérie et la Libye, la Tunisie a toujours cherché à maintenir de bonnes relations avec ses voisins malgré des tensions occasionnelles. La Tunisie et l'Algérie ont résolu une longue dispute frontalière en 1993 et ont coopéré dans la construction du gazoduc transméditerranéen menant vers l'Italie. La Tunisie a par ailleurs récemment signé un accord avec l'Algérie pour démarquer la frontière maritime entre les deux pays. Vis-à-vis de son autre voisin, les relations avec sont plus difficiles à partir de l'annulation par la Tunisie d'un accord visant à la formation d'une union tuniso-libyenne en 1974. Les relations diplomatiques sont rompues entre 1976 et 1977 puis se détériorent à nouveau en 1980 lorsque des rebelles appuyés par la Jamahiriya arabe libyenne tentent de prendre la ville de Gafsa. En 1982, la Cour internationale de justice tranche le différend relatif à la partition du plateau continental frontalier (riche en pétrole) en faveur de la Libye. L'expulsion par la Libye de nombreux travailleurs tunisiens en 1985 et les menaces militaires américaines conduisent la Tunisie à restreindre leurs relations qui sont à nouveau normalisées dès 1987. Tout en soutenant les sanctions de l'ONU imposées à la Libye, à la suite de bombardements aériens américains, la Tunisie prend soin de maintenir de bonnes relations avec son voisin. Elle soutient ainsi la levée de ces sanctions en 2003, la Libye redevenant ainsi l'un de ses partenaires commerciaux majeurs. Néanmoins, les deux pays ont encore un contentieux maritime sur leur frontière commune.
En 2022, le Maroc et la Tunisie rappellent leurs ambassadeurs respectifs à la suite de la visite du chef du Front Polisario, Brahim Ghali, accueilli à Tunis par le président tunisien Kaïs Saïed.
En août 2023, la Tunisie et la Libye trouvent un accord de coopération pour se répartir l’accueil des migrants africains subsahariens bloqués à la frontière entre les deux pays.
En mars 2025, au moins cinquante Tunisiens sont arrêtés en Libye, avant que les deux pays ne trouvent un accord. En avril, la Tunisie et la Libye examinent les aspects de la coopération consulaire bilatérale concernant les communautés des deux pays, l'organisation des mouvements transfrontaliers et la gestion des problèmes des citoyens respectifs.

## Bassin méditerranéen

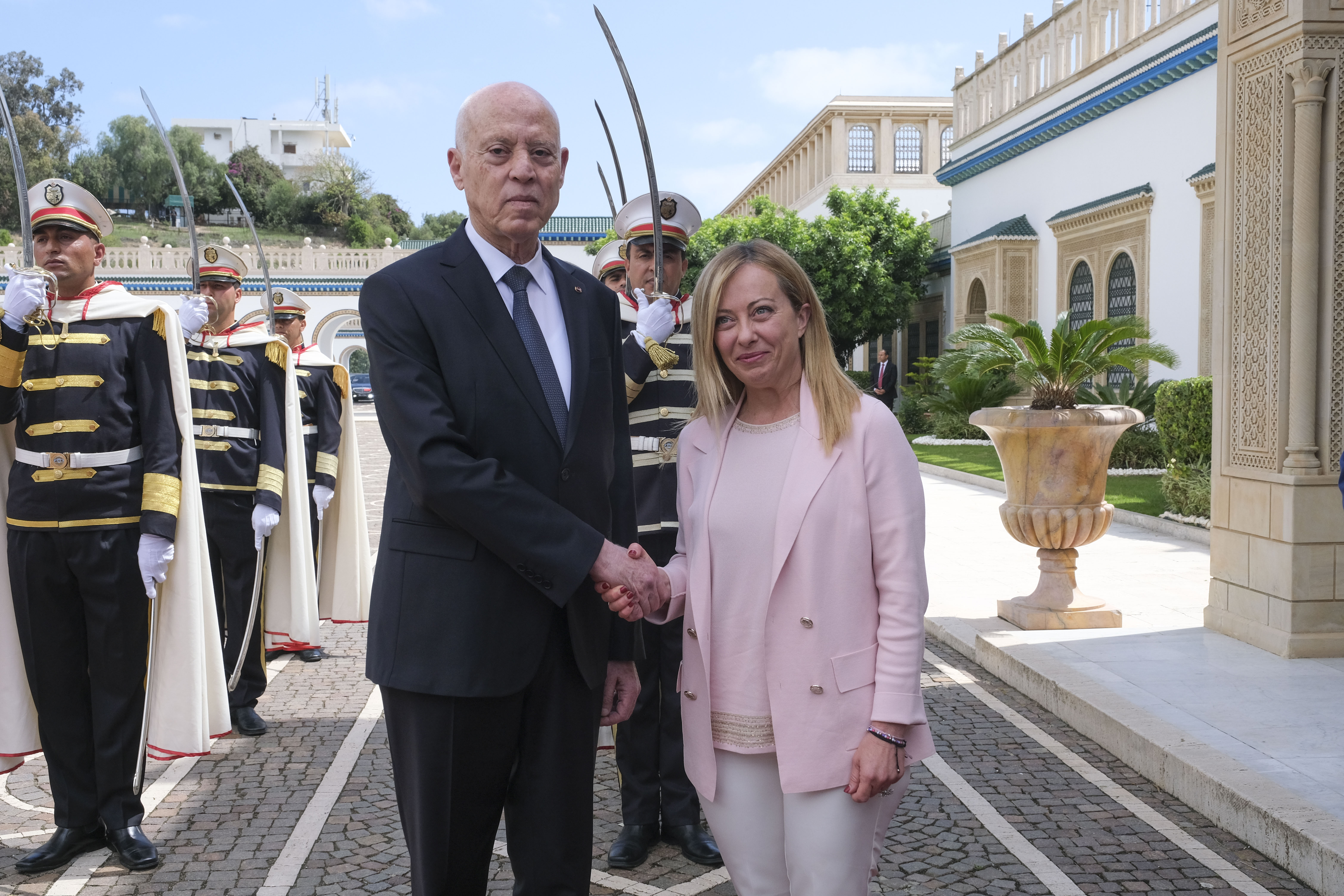
Kaïs Saïed et Giorgia Meloni en 2023.

La Tunisie revendique également sa dimension méditerranéenne. Elle participe ainsi au Forum méditerranéen, dont elle organise l'édition 2005, et devient le premier pays du bassin méditerranéen à signer, le 17 juillet 1995, un accord d'association avec l'Union européenne dans le but de renforcer son ancrage à l'Europe.
Avec son plus proche voisin européen, Malte, la Tunisie discute actuellement de l'exploitation pétrolière du plateau continental qui se trouve entre les deux pays.

## Proche-Orient
Le pays est depuis longtemps une voix de modérateur sur la question du Proche-Orient : Bourguiba est ainsi le premier dirigeant arabe à appeler à la reconnaissance d'Israël par les pays arabes dans un discours prononcé à Jéricho le 3 mars 1965. Le pays abrite le quartier général de la Ligue arabe de 1979 à 1990 ainsi que celui de l'Organisation de libération de la Palestine de 1982 à 1993 (jusqu'à ce que son comité exécutif s'installe dans les territoires occupés par Israël bien que son département politique reste à Tunis). Le pays joue également un rôle modérateur dans les négociations de paix au Proche-Orient : la Tunisie est le premier pays arabe à recevoir une délégation israélienne en 1993, dans le cadre du processus de paix, et maintient une représentation en Israël jusqu'au début de la seconde intifada en 2000.

## Chine
La Chine s'impose également comme partenaire majeur de la Tunisie, après les États-Unis et l'Europe.

## Nations unies
L'action politique de la Tunisie dépasse pourtant les frontières régionales. Lors d'un discours prononcé devant l'Assemblée générale des Nations unies en 1999, le président Ben Ali appelle à la création d'un Fonds mondial de solidarité (en s'inspirant du Fonds de solidarité nationale) visant à contribuer à la lutte contre la pauvreté dans les zones les plus déshéritées dans le monde. L'Assemblée générale adopte à l'unanimité, le 20 décembre 2002, une résolution portant création de ce fonds et instaurant les modalités pratiques requises pour sa mise en place.
Le Conseil des ministres approuve, le 1er février 2011, l'adhésion du pays à la Convention internationale sur la protection des personnes contre les disparitions forcées, au Statut de Rome portant sur la Cour pénale internationale, au protocole non obligatoire annexé à la Convention internationale contre la torture, et aux protocoles non obligatoires annexés au Pacte international relatif aux droits civils et politiques,. Le conseil décide également d'examiner la faculté de retirer les réserves formulées par la Tunisie du temps du président Ben Ali sur le deuxième protocole facultatif au pacte international des droits civiques et politiques visant à abolir la peine de mort ainsi que sur d'autres conventions internationales concernant notamment l'enfance et l'élimination de toutes les formes de discrimination à l'égard des femmes,.